# Тастін (Каліфорнія)
Тастін (англ. Tustin) — місто (англ. city) в США, в окрузі Орандж штату Каліфорнія. Населення — 80 276 осіб (2020).

## Географія
Тастін розташований за координатами 33°43′51″ пн. ш. 117°48′39″ зх. д. / 33.73083° пн. ш. 117.81083° зх. д. (33.730850, -117.810735). За даними Бюро перепису населення США в 2010 році місто мало площу 28,70 км², уся площа — суходіл.

### Клімат
| Клімат : Тастін       | Клімат : Тастін | Клімат : Тастін | Клімат : Тастін | Клімат : Тастін | Клімат : Тастін | Клімат : Тастін | Клімат : Тастін | Клімат : Тастін | Клімат : Тастін | Клімат : Тастін | Клімат : Тастін | Клімат : Тастін | Клімат : Тастін |
| Показник              | Січ.            | Лют.            | Бер.            | Квіт.           | Трав.           | Черв.           | Лип.            | Серп.           | Вер.            | Жовт.           | Лист.           | Груд.           | Рік             |
| Середній максимум, °C | 21,1            | 21,7            | 22,2            | 23,9            | 25,0            | 26,7            | 29,4            | 30,6            | 29,4            | 26,7            | 24,4            | 21,1            | 25,6            |
| Середній мінімум, °C  | 8,3             | 8,9             | 10,0            | 11,7            | 14,4            | 16,1            | 18,3            | 19,4            | 17,2            | 13,9            | 10,0            | 7,8             | 13,3            |
| Норма опадів, мм      | 75              | 78              | 71              | 20              | 7               | 3               | 0               | 4               | 9               | 10              | 31              | 45              | 352             |
| --------------------- | --------------- | --------------- | --------------- | --------------- | --------------- | --------------- | --------------- | --------------- | --------------- | --------------- | --------------- | --------------- | --------------- |
| Джерело: NOAA         |                 |                 |                 |                 |                 |                 |                 |                 |                 |                 |                 |                 |                 |

## Демографія
Згідно з переписом 2010 року, у місті мешкало 75 540 осіб у 25 203 домогосподарствах у складі 17 935 родин. Густота населення становила 2632 особи/км². Було 26476 помешкань (922/км²).
Расовий склад населення:
| - 52,6 % — білих - 20,3 % — азіатів - 2,3 % — чорних або афроамериканців - 0,6 % — корінних американців - 0,4 % — вихідців з тихоокеанських островів - 19,2 % — осіб інших рас |

До двох чи більше рас належало 4,7 %. Частка іспаномовних становила 39,7 % від усіх жителів.
За віковим діапазоном населення розподілялося таким чином: 26,8 % — особи молодші 18 років, 64,7 % — особи у віці 18—64 років, 8,5 % — особи у віці 65 років та старші. Медіана віку мешканця становила 33,4 року. На 100 осіб жіночої статі у місті припадало 94,7 чоловіків; на 100 жінок у віці від 18 років та старших — 91,6 чоловіків також старших 18 років.
Середній дохід на одне домашнє господарство становив 94 791 долар США (медіана — 71 897), а середній дохід на одну сім'ю — 100 616 доларів (медіана — 77 019). Медіана доходів становила 50 297 доларів для чоловіків та 43 279 доларів для жінок. За межею бідності перебувало 13,6 % осіб, у тому числі 19,6 % дітей у віці до 18 років та 7,7 % осіб у віці 65 років та старших.
Цивільне працевлаштоване населення становило 40 440 осіб. Основні галузі зайнятості: освіта, охорона здоров'я та соціальна допомога — 19,7 %, науковці, спеціалісти, менеджери — 14,3 %, виробництво — 12,6 %, мистецтво, розваги та відпочинок — 11,3 %.